# Parc Rålambshov
Le parc Rålambshov (en suédois : Rålambshovsparken) ou familièrement Rålis est un parc public du quartier de Marieberg à Stockholm en Suède. 

## Description
Rålambshovsparken est situé dans lile de Kungsholmen. 
Le nom vient de l'ancienne ferme de Rålambshov. 
À l'ouest, le parc borde le campus Konradsberg de l'université de Stockholm, au nord (nord-nord-est) Rålambshovsleden (à côté de Norr Mälarstrand), à l'est, il se fond dans la promenade de la rive nord du Mälaren et à l'est-sud-est, il s'ouvre vers la baie de Riddarfjärden. 
La partie nord du Västerbron (appelée Lilla Västerbron) passe au-dessus du parc. 
Au sud-ouest se trouvent Smedsuddsbadet et les Archives nationales.

## Activités
Pour beaucoup  Rålambshovsparken est peut-être mieux connu comme l'endroit où l'équipe nationale masculine de football de Suède a célébré sa médaille de bronze aux championnat du monde en 1994 avec Glenmark Eriksson Strömstedt (sv) et plus de 70 000 personnes chantant När vi gräver guld i USA (sv).
Le parc a un terrain de beach-volley et un terrain de pétanque et le parc est un lieu de rencontre populaire pour ceux qui veulent jouer au football ou au brännboll, bronzer, lancer des frisbees, faire un barbecue ou pique-niquer.
Le skatepark Rålis a été inauguré le 3 novembre 2010 sous le Lilla Västerbron, 
Dans la partie ouest du parc se trouve l'école maternelle Lilla Björnen. Au printemps 2005, la cour de la maternelle a été agrandie en raison de l'augmentation du nombre d'enfants. Un raccourci précédemment emprunté a ensuite été clôturé.
Le parc se trouve à un peu moins de cinq minutes à pied de la station de métro Fridhemsplan, mais est également accessible par des bus qui s'arrêtent à Västerbroplan, d'où un escalier descend jusqu'à Rålambshovsparken.

## Galerie

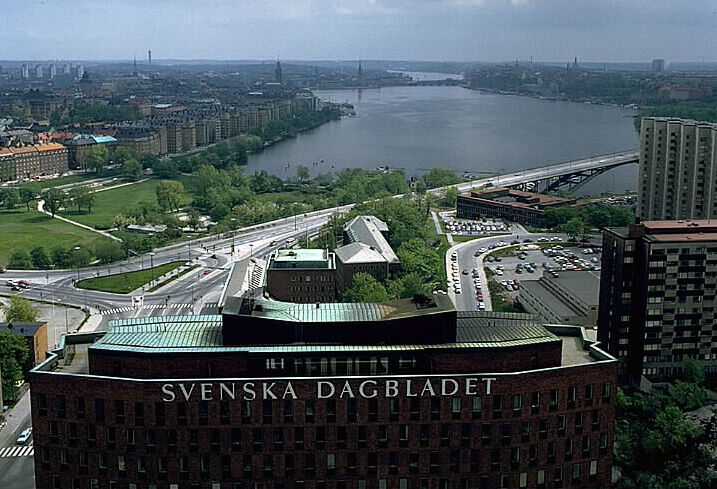
Le parc à gauche.
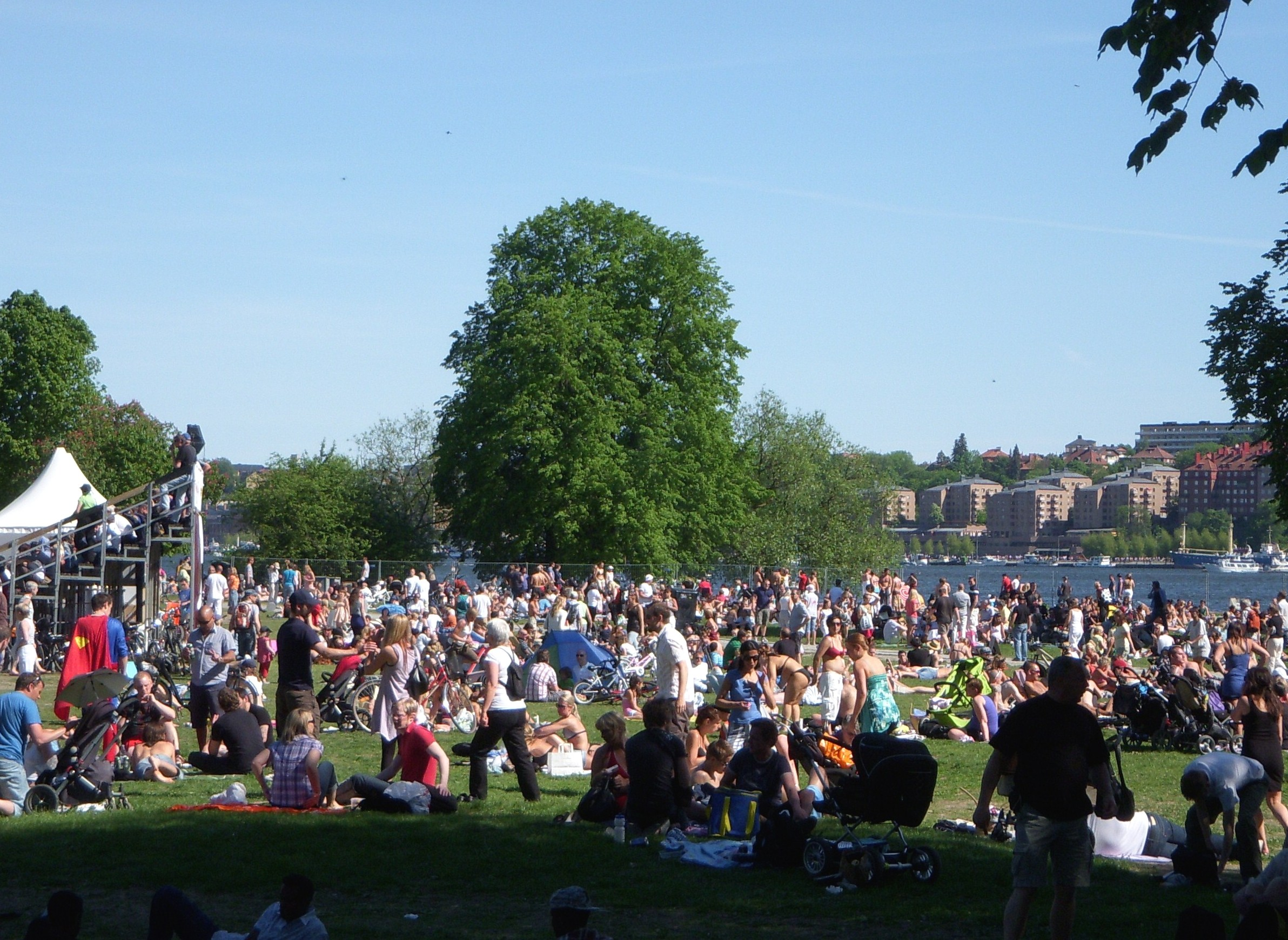
Le parc en en été.
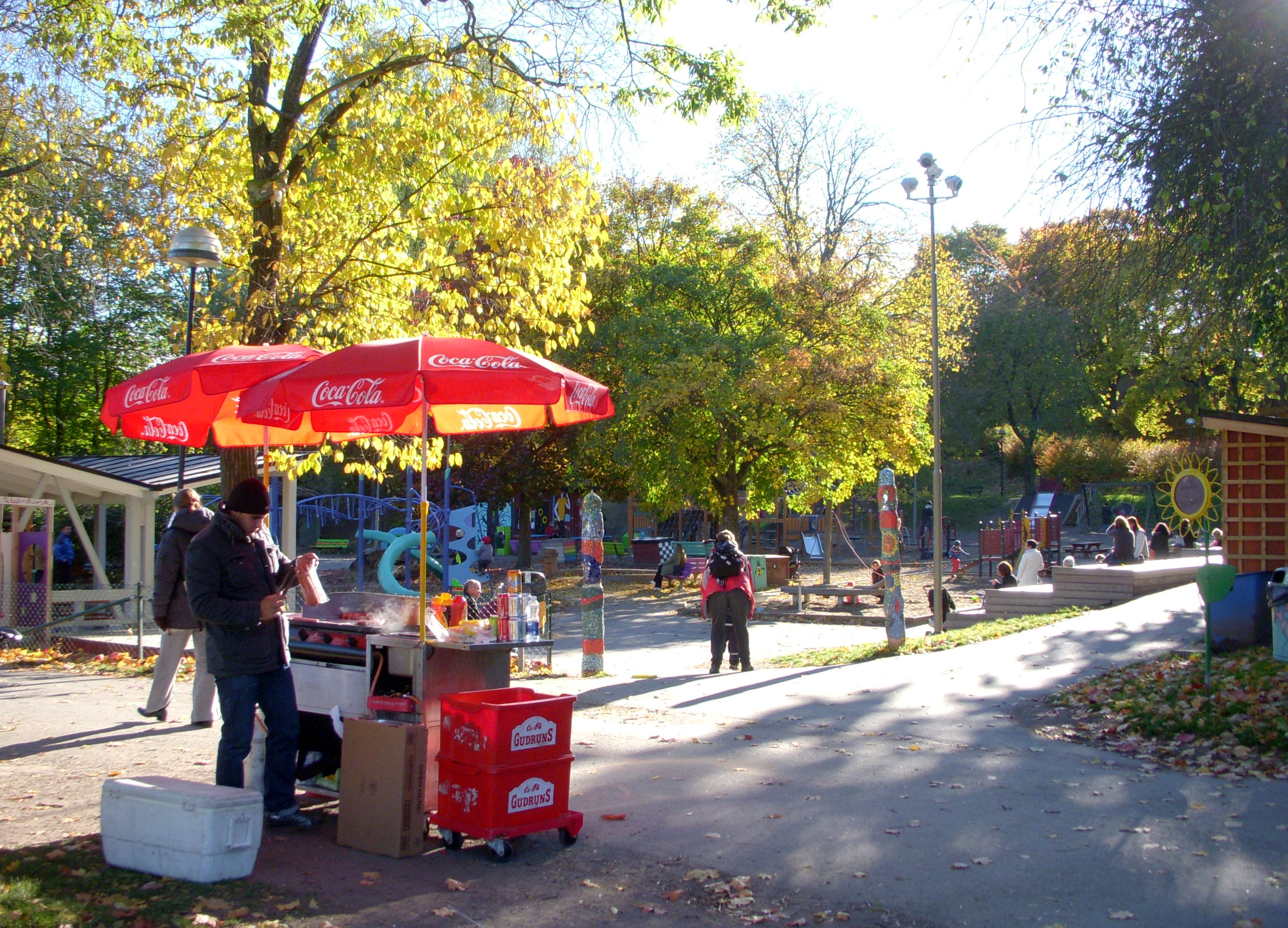
Le parc en automne.
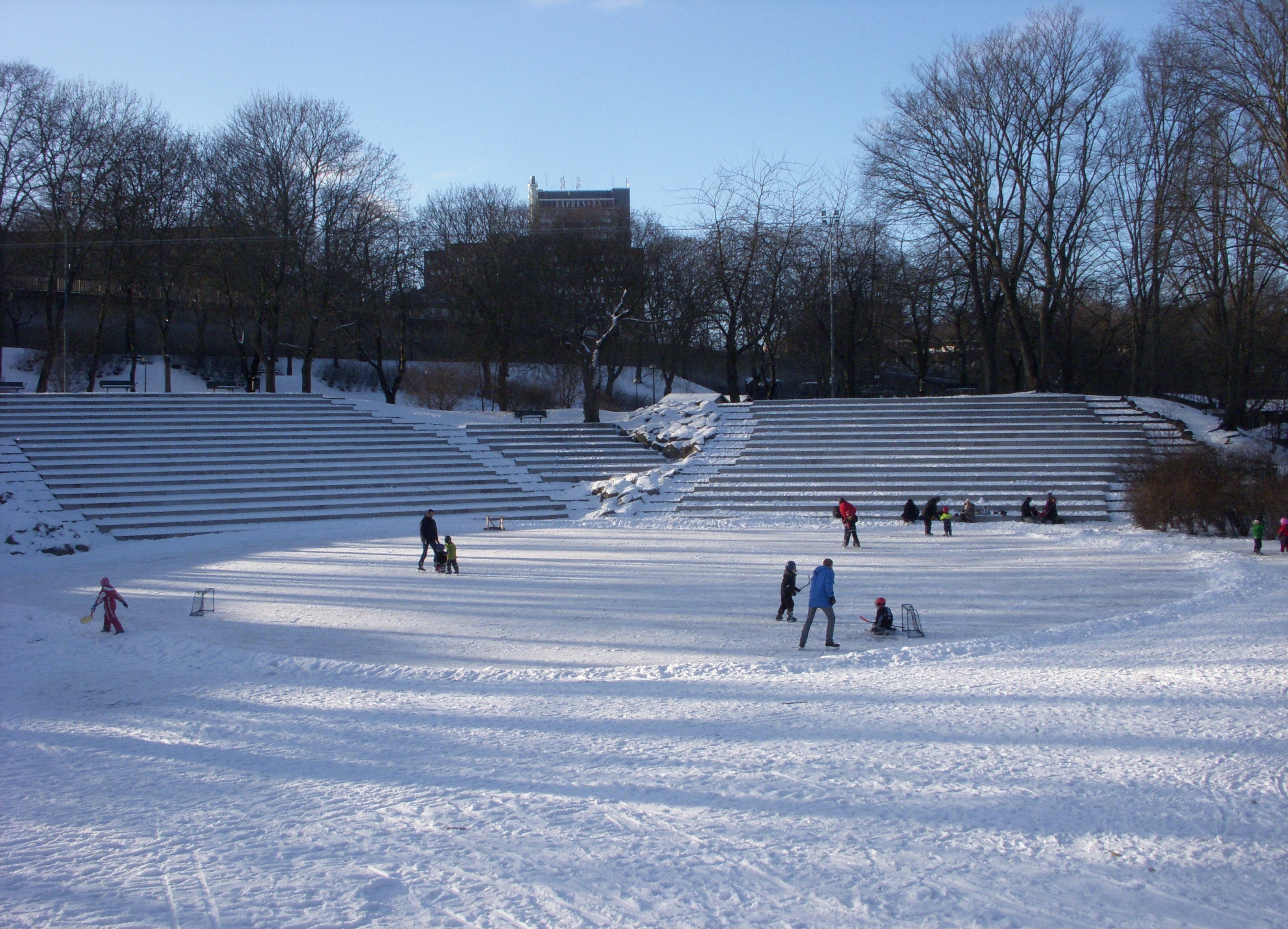
L'amphithéâtre du parc en hiver.

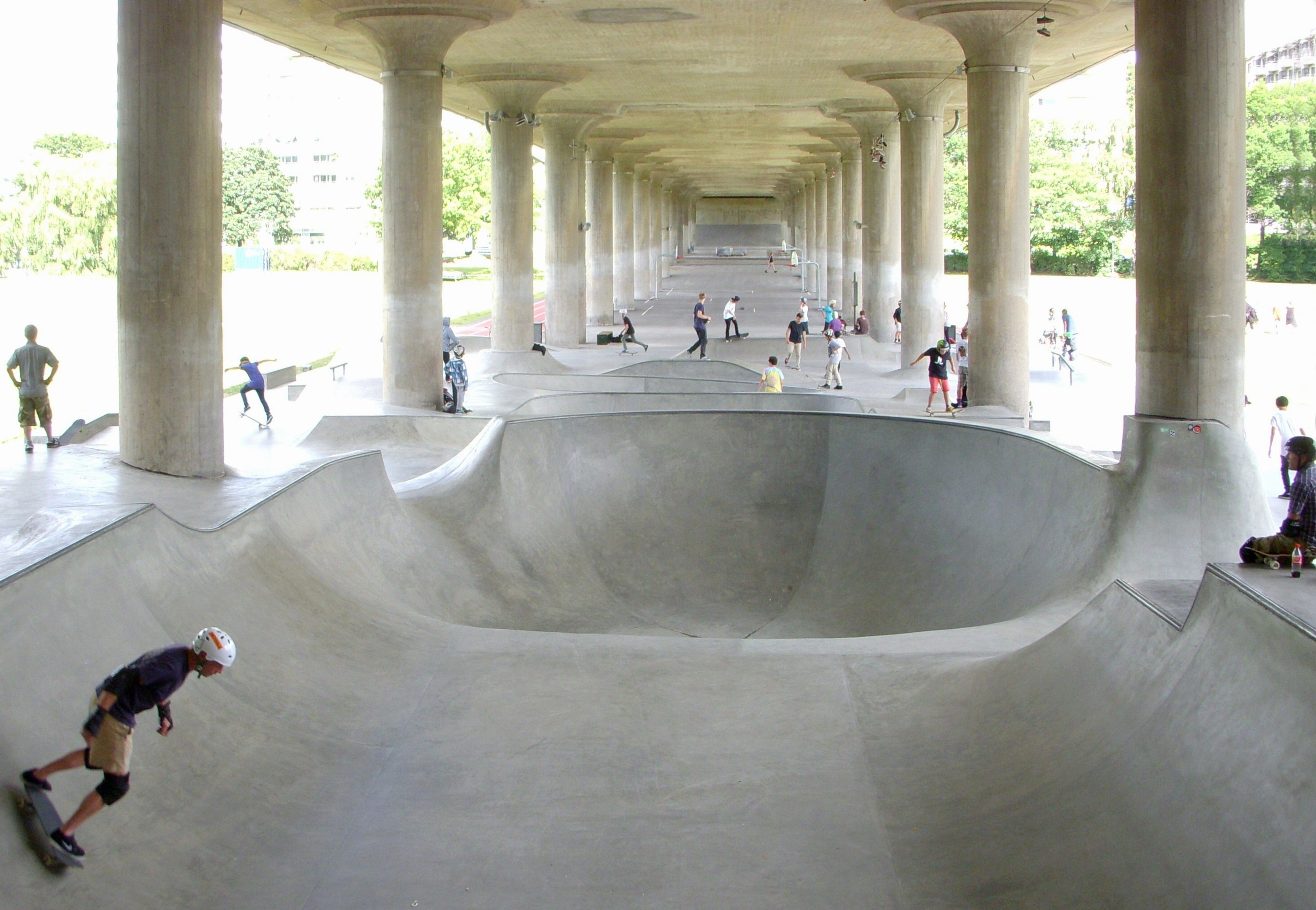
Le Skatepark Rålis sous le Västerbron.
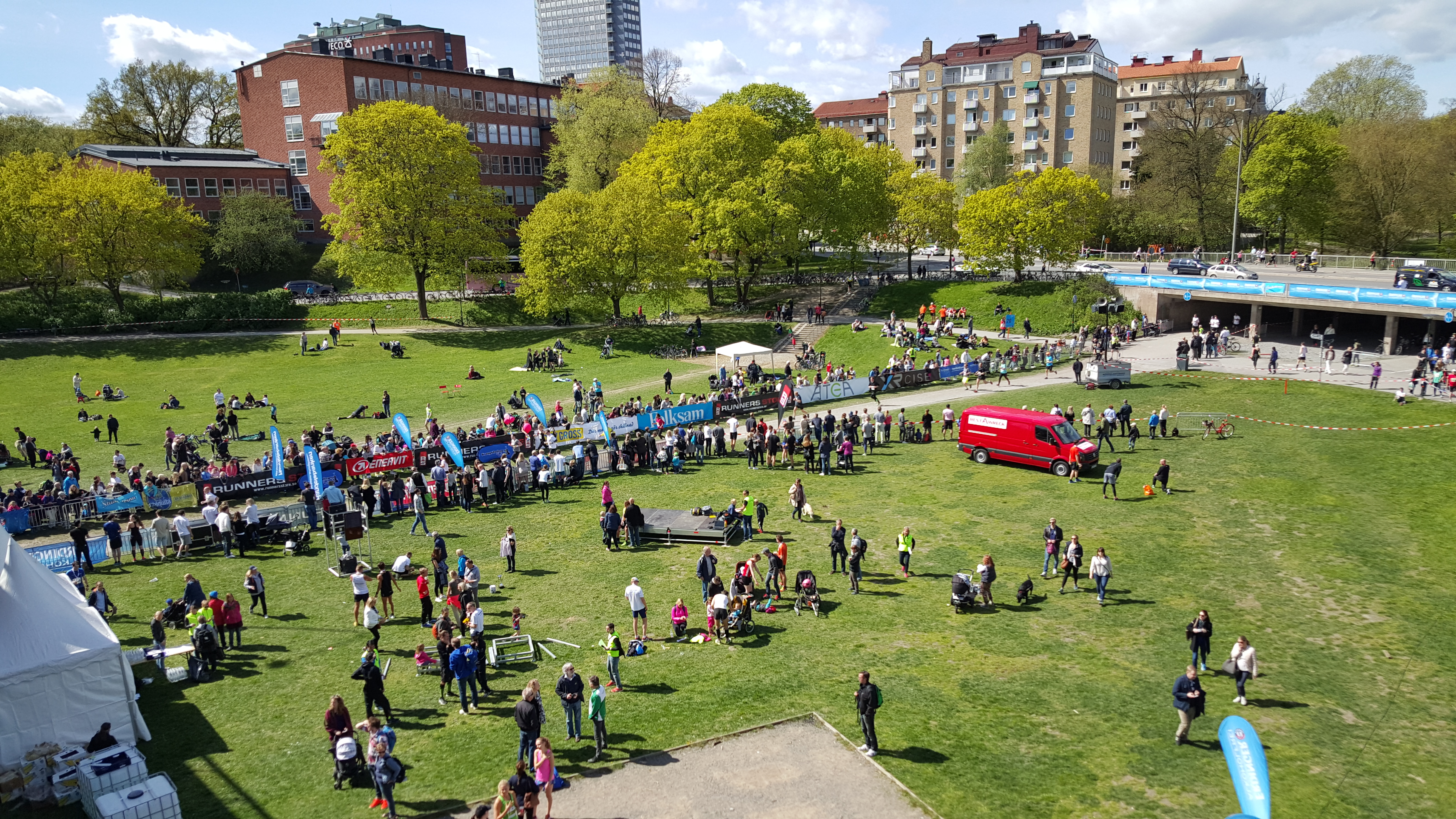
Kungsholmen runt 2015.
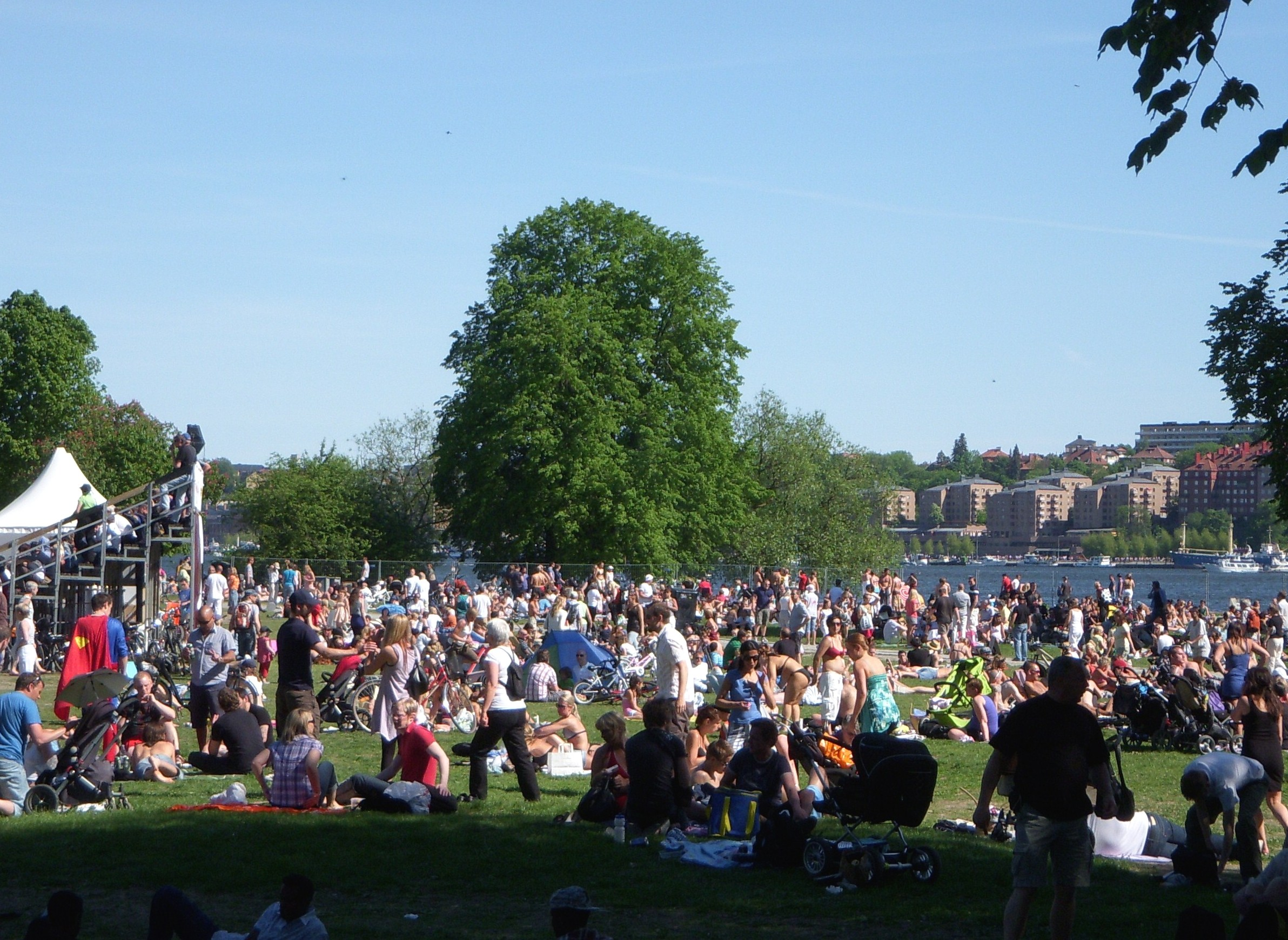
Rålambshovsparken en été 2009.
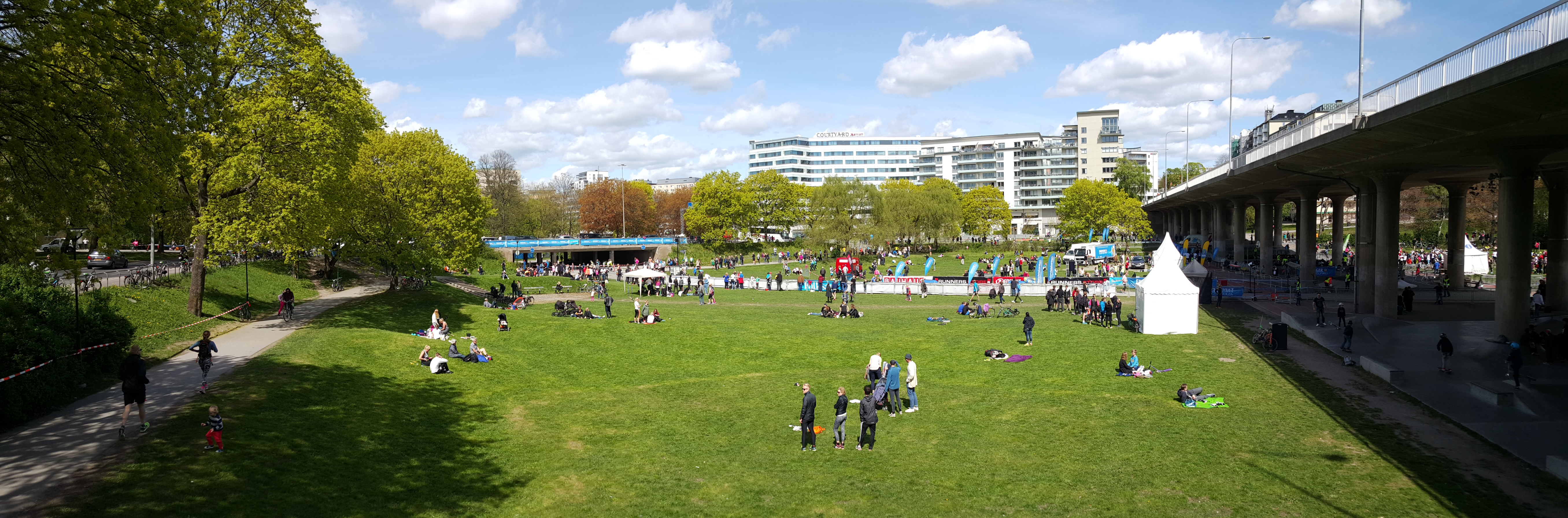
Kungsholmen runt 2015.